# Adam Schmitt (Fußballspieler)
Adam Schmitt (* 6. November 1914; † 1984) war ein deutscher Fußballspieler und -trainer.

## Karriere

### Vereine
Aus dem SC Hassia Dieburg aus dem gleichnamigen Kreis Dieburg in der Nähe von Darmstadt hervorgegangen, wechselte Schmitt 1935 zu Eintracht Frankfurt, der er bis 1949 angehörte. Von 1935 bis 1939 bestritt er in der Gauliga Südwest Punktspiele. In diesem Zeitraum belegte er mit seiner Mannschaft zunächst den dritten, dann den zweiten Platz, bevor er am Saisonende 1937/38 mit einem Punkt vor Borussia Neunkirchen erstmals die Gaumeisterschaft gewann. Mit diesem Erfolg war er mit seiner Mannschaft in der Endrunde um die Deutsche Meisterschaft vertreten. In der in vier Gruppen zu je vier Mannschaften ausgetragenen Meisterschaft bestritt er die ersten vier Spiele und das letzte Spiel in der Gruppe A. Mit acht Toren trug er zum zweiten Platz hinter dem punktgleichen Hamburger SV bei, der aufgrund des besseren Torquotienten ins Halbfinale einzog. In der letzten Saison, die nicht in Staffeln unterteilt war, schloss er mit seiner Mannschaft als Drittplatzierter ab.
Von 1939 bis 1941 spielte er dann in der Staffel Mainhessen, neben der Staffel Saarpfalz, eine von zwei Staffeln der Gauliga Südwest. Als Zweit- und Drittplatzierter hatte seine Mannschaft das Nachsehen gegenüber dem jeweiligen Staffelsieger Kickers Offenbach, der auch zweimal das Endspiel um die Gaumeisterschaft gewann.
Von 1941 bis 1944 spielte er in der Gauliga Hessen-Nassau, wie auch die Saison 1944/45 in der, aufgrund der bedingungslosen Kapitulation der Wehrmacht, abgebrochenen Staffel 3 – Frankfurt als KSG FSV/Eintracht Frankfurt. Während dieser Zeit, außer 1944/45, dominierte erneut Kickers Offenbach.
Im 1935 eingeführten Wettbewerb um den Tschammerpokal, dem Pokalwettbewerb für Vereinsmannschaften, wurde er in vier aufeinanderfolgenden Jahren und noch einmal 1942 eingesetzt – insgesamt achtmal. Sein Debüt gab er am 29. August 1937 bei der 0:2-Erstrundenniederlage bei der SpVgg Sülz 07. Sein einziges Tor erzielte er am 29. September 1940 bei der 2:3-Achtelfinalniederlage gegen Fortuna Düsseldorf mit dem Treffer zur 2:1-Führung per Strafstoß in der 61. Minute. Sein letztes Pokalspiel war das Erstrundenspiel am 19. Juli 1942, das mit 4:1 gegen die SpVgg Fürth gewonnen wurde.
Nach dem Ende des Zweiten Weltkriegs spielte er in der Oberliga Süd, die zunächst als eine von drei, später auf fünf Staffeln erweiterten höchsten deutschen Spielklasse, am 4. November 1945 ihren Spielbetrieb aufnahm. In der 16 Vereine umfassenden Oberliga kam Schmitt in 19 Punktspielen zum Einsatz und trug somit zum elften Platz bei. In der Folgesaison, in der Toni Turek, der Weltmeister von 1954 und „Fußballgott“, sowie Edmund „Eddi“ Adamkiewicz zu seinen Mitspielern zählten, trug er in 30 von 38 Punktspielen, in denen er zehn Tore erzielte, zum dritten Platz bei. 1947/48 und 1948/49 bestritt er jeweils 22 Punktspiele, in denen er vier Tore bzw. ein Tor erzielte.
Von 1950 bis 1952 war er als Spielertrainer der Eintracht Bad Kreuznach in der Oberliga Südwest aktiv. Zunächst konnte er als Elfter von 14 Vereinen die Klasse halten, doch ein Jahr später als Vorletzter, stieg seine Mannschaft in die 2. Oberliga Südwest ab. Später war er noch als Trainer der Fußballabteilung des TSV Lengfeld aus dem seit 1978 gleichnamigen Stadtteil Würzburgs tätig.

### Auswahlmannschaft
Als Spieler der Gauauswahlmannschaft Südwest nahm er am Gauauswahlwettbewerb um den Reichsbundpokal teil und kam am 1. März im Frankfurter Waldstadion beim 2:2-Unentschieden gegen die Gauauswahlmannschaft Sachsen zum Einsatz. Im Wiederholungsspiel, das am 24. Mai im Leipziger Stadion Probstheida mit 0:9 verloren wurde, hingegen nicht.
Wohl aber am 6. März 1938 auf der Mitteldeutschen Kampfbahn in Erfurt bei der 1:3-Niederlage gegen die Gauauswahlmannschaft Nordmark, nachdem er zuvor am 27. Februar 1938 beim 3:2-Sieg im Dresdener Stadion am Ostragehege im Halbfinale über die Gauauswahlmannschaft Sachsen eingesetzt wurde und das Siegtor in der 55. Minute erzielt hatte.
Sein letztes Spiel in diesem Wettbewerb bestritt er am 16. März 1941 im Frankfurter Waldstadion bei der 1:5-Halbfinalniederlage gegen die Gauauswahlmannschaft Bayern.

## Erfolge
- Gaumeister Südwest 1938
- Reichbundpokal-Finalist 1936